# 聖安德烈斯 (桑坦德省)

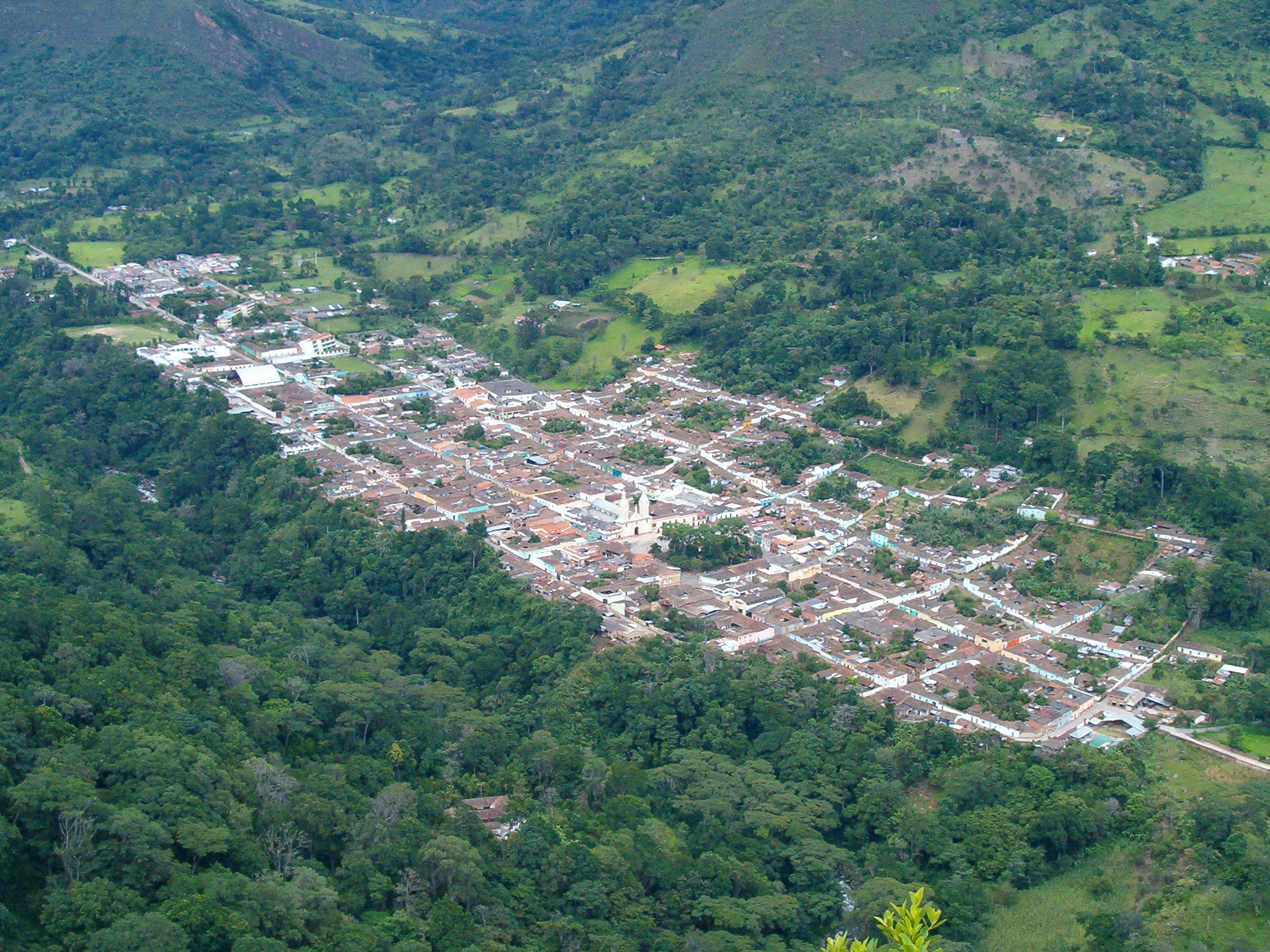

聖安德烈斯（西班牙語：San Andrés）是哥倫比亞的城鎮，位於該國東北部桑坦德省，距離布卡拉曼加104公里，始建於1760年11月30日，面積278平方公里，海拔高度1,675米，2005年人口9,132。
6°48′46″N 72°51′13″W / 6.81278°N 72.8536°W